# Battaglia di Eniwetok
La battaglia di Eniwetok fu parte della guerra del Pacifico che si svolse durante la seconda guerra mondiale. Venne combattuta tra il 17 febbraio 1944 e il 23 febbraio 1944 sull'omonimo atollo delle Isole Marshall. Questa battaglia seguì la conquista, da parte delle forze americane, dell'atollo di Kwajalein. La cattura di questo atollo doveva servire a realizzare un campo di aviazione e una base per le successive operazioni verso le isole Marianne.

## Descrizione
Nel 1943 l'atollo era scarsamente difeso in quanto i giapponesi ritenevano che gli americani volessero dirigere i loro attacchi prima verso le Marianne sud-occidentali. Le difese però vennero incrementate nel gennaio 1944 quando fu dispiegata su questo atollo la 1ª Brigata Anfibia sotto il comando del maggior generale Yoshimi Nishida. Fu iniziato un vasto programma di costruzione di fortificazioni che venne svolto sotto continui attacchi aerei americani. Inoltre la scarsa superficie dell'atollo rendeva impossibile pensare a una difesa in profondità.
Il vice ammiraglio Raymond Spruance fece precedere l'invasione dall'operazione Hailstone, un attacco di velivoli imbarcati contro la base giapponese di Truk nelle Isole Caroline. In questa operazione vennero distrutte 15 navi da guerra e più di 250 velivoli, tagliando ogni possibilità di rifornimenti verso Eniwetok.
L'attacco all'atollo venne preceduto da un bombardamento navale che iniziò il 17 febbraio. Il giorno seguente il 22º reggimento dei Marines, comandato dal col. John Walker, sbarcò sull'isola di Engebi, sul lato nord dell'atollo, alle 8:44. La resistenza fu debole e dopo 6 ore di combattimenti l'isola era in mani americane.
Da documenti catturati sull'isola di Engebi i comandi americani si fecero l'idea che anche la difesa di Eniwetok sarebbe stata scarsa per cui lo sbarco venne preceduto da un bombardamento navale ridotto. Lo sbarco avvenne il 19 febbraio e fu portato a compimento dal 106º Reggimento di fanteria. La realtà però fu molto differente da quanto previsto. I soldati giapponesi erano attestati in posizioni molto forti e gli americani furono fermati da un pesante fuoco di armi automatiche. I combattimenti si protrassero fino al 21 febbraio. Le perdite per gli americani furono di 37 soldati mentre 800 furono i caduti giapponesi.
L'errore di valutazione non venne ripetuto sull'isola di Parry. Le navi da battaglia Tennessee e Pennsylvania, oltre ad altre navi, colpirono l'isola con 900 tonnellate di proiettili. Quando il 22 febbraio il 22º Marine sbarcò sull'isola la resistenza fu praticamente nulla. Il 23 febbraio verranno conquistate le altre isole dell'atollo. Enetewok diverrà una base avanzata dell'US Navy per le operazioni successive del conflitto.